# Wenn der Postmann zweimal klingelt (Roman)
Wenn der Postmann zweimal klingelt (Originaltitel: The Postman Always Rings Twice) ist ein US-amerikanischer Kriminalroman von James M. Cain aus dem Jahre 1934. Die erste deutsche Übersetzung von Hilde Spiel und Peter de Mendelssohn erschien 1950 unter dem Titel Die Rechnung ohne den Wirt im Rowohlt Verlag, Hamburg. Diese Übertragung wird bis heute regelmäßig neu aufgelegt, seit 1981 jedoch unter dem Titel Wenn der Postmann zweimal klingelt.

## Handlung
Die Hauptfigur und Ich-Erzähler ist der in den Zeiten der Weltwirtschaftskrise in den 1930er Jahren herumvagabundierende Frank Chambers. Er wird von dem Tankstellen- und Restaurantbesitzer Nick Papadakis als Hilfsarbeiter eingestellt. Dieser ist mit der jungen attraktiven Cora verheiratet, in die sich Chambers auf den ersten Blick verliebt. Sie ist der Hauptgrund, warum der Streuner Chambers bei seiner Arbeit bleibt. Auch Cora empfindet für Chambers mehr als Zuneigung, jedoch fürchtet sie sich vor ihm und den Konsequenzen, die aus einer Beziehung folgen könnten. Als Papadakis für Einkäufe in die Stadt unterwegs ist, entwickelt sich eine Beziehung zwischen Cora und Chambers. Chambers überredet Cora, Papadakis zu verlassen. Sie kehren jedoch zurück, da Cora ihren Besitz nicht aufgeben möchte. Beide beschließen, Papadakis umzubringen, was ihnen nach einem Fehlversuch beim zweiten Mal gelingt. Der betrunkene Papadakis wird mit dem Auto eine Klippe hinabgestürzt. Beide werden vom Staatsanwalt verdächtigt, kommen jedoch mit Hilfe eines cleveren Rechtsanwaltes frei. Als Cora und Chambers später mit dem Auto unterwegs sind, kommt es zu einem folgenschweren Autounfall, der mit dem Tod von Cora endet. Obwohl es diesmal eindeutig ein Unfall war, kommt Chambers wieder ins Gefängnis, wird erneut des Mordes angeklagt und zum Tode verurteilt. Zwar ist er dieses Mal unschuldig, nimmt die Strafe nach dem Verlust von Cora jedoch auf sich und büßt damit für den nicht bewiesenen ersten Mord.

## Titel
Der Titel hat nichts mit der Handlung zu tun, da im ganzen Buch ein Postbote weder vorkommt noch auf einen verwiesen wird. Nach dem Grund für den Titel gefragt, sagte Cain, dass er mit der Veröffentlichungsgeschichte des Romans zusammenhänge: Er sei bereits von 13 Verlegern abgewiesen worden, bevor er vom 14. angenommen wurde. Als er gefragt wurde, wie das Buch denn heißen solle, entschloss er sich dafür, sich auf seine Erfahrung zu verlassen, und schlug The Postman Always Rings Twice vor. Der englische Titel hat nämlich eine doppelte Bedeutung: The Postman Always Rings Twice bedeutet nicht nur „Der Postbote klingelt immer zweimal“, sondern auch „Es gibt immer eine zweite Chance“. Diese trifft sowohl auf Cain als auch auf verschiedene Situationen im Buch zu. Da dieses Wortspiel im Deutschen nicht existiert, wurde für die Übersetzung zunächst ein anderer Titel verwendet. Aufgrund der erfolgreichen Verfilmung wurde jedoch später eine bewusste Falschübersetzung in Anlehnung an den englischen Titel (Postman heißt im Deutschen „Postbote“ oder „Briefträger“, nicht jedoch „Postmann“) gewählt.

## Verfilmungen
Es gibt mehrere Verfilmungen dieses Stoffes:
- 1939: Le dernier tournant – Frankreich, Regie: Pierre Chenal
- 1943: Besessenheit (Ossessione) – Italien, Regie: Luchino Visconti
- 1946: Im Netz der Leidenschaften (The Postman Always Rings Twice) – Vereinigte Staaten, Regie: Tay Garnett
- 1981: Wenn der Postmann zweimal klingelt (The Postman Always Rings Twice) – Vereinigte Staaten, Regie: Bob Rafelson
- 1998: Szenvedély – Ungarn, Regie: György Fehér
- 2004: Buai laju-laju – Malaysia, Regie: U-Wei Haji Saari
- 2008: Jerichow – Deutschland, Regie: Christian Petzold

Motivisch knüpft in freier Form auch Billy Wilders Filmthriller Frau ohne Gewissen (Originaltitel: Double Indemnity) aus dem Jahre 1944 an die Romanvorlage Cains an. Weiter gibt es eine Folge der Detektivserie Das Model und der Schnüffler aus dem Jahr 1985 mit dem Originaltitel The Dream Sequence Always Rings Twice. Dieser spielt darauf an, dass die beiden Hauptakteure in zwei Schwarzweiß-Traumsequenzen mögliche Lösungsvarianten eines unaufgeklärten Mordes aus den 1940er Jahren mit demselben Szenario wie im Roman (Ehemann, Ehefrau, Liebhaber; Ehemann wird ermordet) durchspielen. Auch The Man Who Wasn’t There aus dem Jahre 2001 variiert in Form einer Hommage Motive von James M. Cain.